# Верхний Магарин
Ве́рхний Мага́рин (чув. Тури Макарин) — деревня в Шумерлинском районе Чувашской Республики. Входит (с 2021 года) в Шумерлинский муниципальный округ, ранее административный центр Магаринского сельского поселения.

## География
Деревня находится на административной границе с Красночетайским районом, на левобережье р. Кумажана.
Географическое положение
Расстояние до Чебоксар 123 км, до райцентра 23 км, до ж.-д. станции 23 км.
Ближайшие населённые пункты
- д. Верхний Магарин ~ 1 км 16 м
- пос. Автобус ~ 1 км 429 м
- д. Петропавловск ~ 2 км 5 м
- д. Егоркино ~ 2 км 683 м
- пос. Комар ~ 3 км 228 м
- пос. Покровское ~ 4 км 75 м

## Название
Магарин произошло от имени Макар, имени хозяина здешних земель до 1929 года.

## История
Возникла в 1928 как «выселок на Верхний Магарин». Утверждена как населённый пункт 24 июня 1931.
В 1938 образован колхоз «Ударник». В 1930 открыта начальная школа, с 1939 года — семилетка.
административно-территориальное деление
- 19311935 — в составе Красночетайского района
- 1935—1965 — в составе Шумерлинского района
- 1965—1966 — в составе Шумерлинского горсовета
- с 1966 — в составе Шумерлинского района

Законом Чувашской Республики от 14.05.2021 № 31 к 24 мая 2021 году Магаринское сельское поселение было упразднено и Верхний Магарин
вошёл в состав Шумерлинского муниципального округа

## Население
| 2010 | 2012 |
| ---- | ---- |
| 37   | ↘34  |

Национальный состав
чуваши
Историческая численность населения
Число дворов и жителей: в 1928 — 16 дворов, 69 чел.; 1939 — 66 муж., 60 жен.; 1979 — 33 муж., 39 жен.; 2002 — 19 дворов, 28 чел.: 12 муж., 16 жен.; 2010 — 18 част. домохозяйств, 37 чел.: 17 муж., 20 жен.

## Инфраструктура
Жители занимались земледелием.
К деревне приписан СНТ Саланчик-2. Есть фельдшерский пункт.

## Транспорт
Развит автомобильный транспорт. Остановка общественного транспорта «Верхний Магарин».
Проходит автодорога 97Н-007, с выездом к республиканской автодороге P231 «Сура».